# Уроборос (альбом)
«Уробо́рос» — третий и четвёртый студийные альбомы казахстанского хип-хоп-исполнителя Скриптонита, изданные 16 декабря 2017 года на лейбле Gazgolder. Состоит из двух частей: «Улица 36» и «Зеркала», и носит концептуальный характер.

## История альбома
Первоначально Скриптонит планировал выпустить альбом в один день с альбомом «Дом с нормальными явлениями», в 2015 году, который назывался в то время 3P, а затем «Отель „Эверест“», но работа над ним затянулась на два года. Пластинка претерпела множество изменений: от трэпа звучание перелилось в рэп, трэп, соул и рок. По словам Скриптонита, изначально планировалось издать релиз из около двадцати песен, но они его не устраивали, не дотягивали до уровня самой слабой на «Уроборосе», поэтому постоянно отсеивались. На «Отеле „Эверест“» были песни про реальные события, и некоторые из них вошли в часть «Зеркала». Более простые песни исполнитель собрал в «Праздник на улице 36», продолжив работу над «Уроборосом». Часть композиций тех времён были изданы на релизах коллектива Jillzay.
Альбом вышел в двух частях: первая получила название «Улица 36», и она про бедную жизнь, а вторая — «Зеркала», про обратную сторону популярности и жизни артиста. Примечательно, что первая часть состоит из «олдскульных» битов, а вторая, наоборот, «ньюскульных». В работе не затрагиваются темы отношений между полами, а раскрывается жутковатый мир социальных низов. В день релиза исполнитель объявил о том, что он «уходит из рэпа» и берёт перерыв на 2—3 года, однако не завершает музыкальную карьеру.

## Успех и отзывы
В первые дни после выхода альбом занял 1 и 2 места в российском iTunes, отодвинув альбом Revival от Eminem, и третье место в Google Play Music. Издание «Газета.Ru» назвало альбом одним из двадцати лучших альбомов 2017 года. Издание Meduza посчитало альбом «возможно, лучшим» на русском языке в 2017 году. Портал The Flow назвал альбом четвёртым среди лучших отечественных альбомов 2017 года.
Александр Куликовский из «Тихого Места» описывает «Уроборос» как «альбом с неподдельными эмоциями», называя его «оголённым нервом, дающим возможность пронестись через жизнь артиста», выделяя интерес не столько к самому пути, как декорациям, сквозь которые приходится пронестись слушателю.
Критик Сергей Гусельников считает, что часть «Улица 36» — о «сложностях существования на самом дне современного постсоветского города, о стремлении к мечте и преодолении трудностей, наполнена мраком и безысходностью», а часть «Зеркала» повествует о том, «что происходит после того как успех достигнут, и какие новые сложности этот успех ведёт за собой», пластинка наполнена бо́льшим мраком и безысходностью, но с «закольцованным финалом», возвращающим героя в самое начало первой части.
«Уроборос» — это настоящий представитель цельного современного музыкального искусства, и меня лично очень радует, что такие вещи выпускаются и имеют успех.Сергей Гусельников

## Список композиций
| №                   | Название                     | Длительность |
| ------------------- | ---------------------------- | ------------ |
| 1.                  | «Интро / Время возвращаться» | 5:29         |
| 2.                  | «Животные»                   | 3:02         |
| 3.                  | «Мистер 718»                 | 3:46         |
| 4.                  | «Пацан»                      | 2:57         |
| 5.                  | «Сливочное масло»            | 4:16         |
| 6.                  | «Положение»                  | 4:42         |
| 7.                  | «Внатуре»                    | 4:12         |
| 8.                  | «Мистер 718 2» (ft. Niman)   | 3:20         |
| 9.                  | «Твой микстейп» (скит)       | 1:45         |
| 10.                 | «Трата времени»              | 3:37         |
| Общая длительность: | Общая длительность:          | 37:06        |

| №                   | Название                  | Длительность |
| ------------------- | ------------------------- | ------------ |
| 1.                  | «Интро '15»               | 1:11         |
| 2.                  | «Братик»                  | 2:11         |
| 3.                  | «Интервью»                | 2:56         |
| 4.                  | «1000»                    | 4:04         |
| 5.                  | «Лучше всех»              | 4:27         |
| 6.                  | «О счастливчик» (ft. 104) | 3:12         |
| 7.                  | «Слюни»                   | 5:27         |
| 8.                  | «Братик 2» (ft. 104)      | 4:41         |
| 9.                  | «Зеркала»                 | 5:05         |
| 10.                 | «Не надо меня узнавать»   | 3:43         |
| 11.                 | «Вчера ночью»             | 5:18         |
| Общая длительность: | Общая длительность:       | 42:15        |